# Muffins

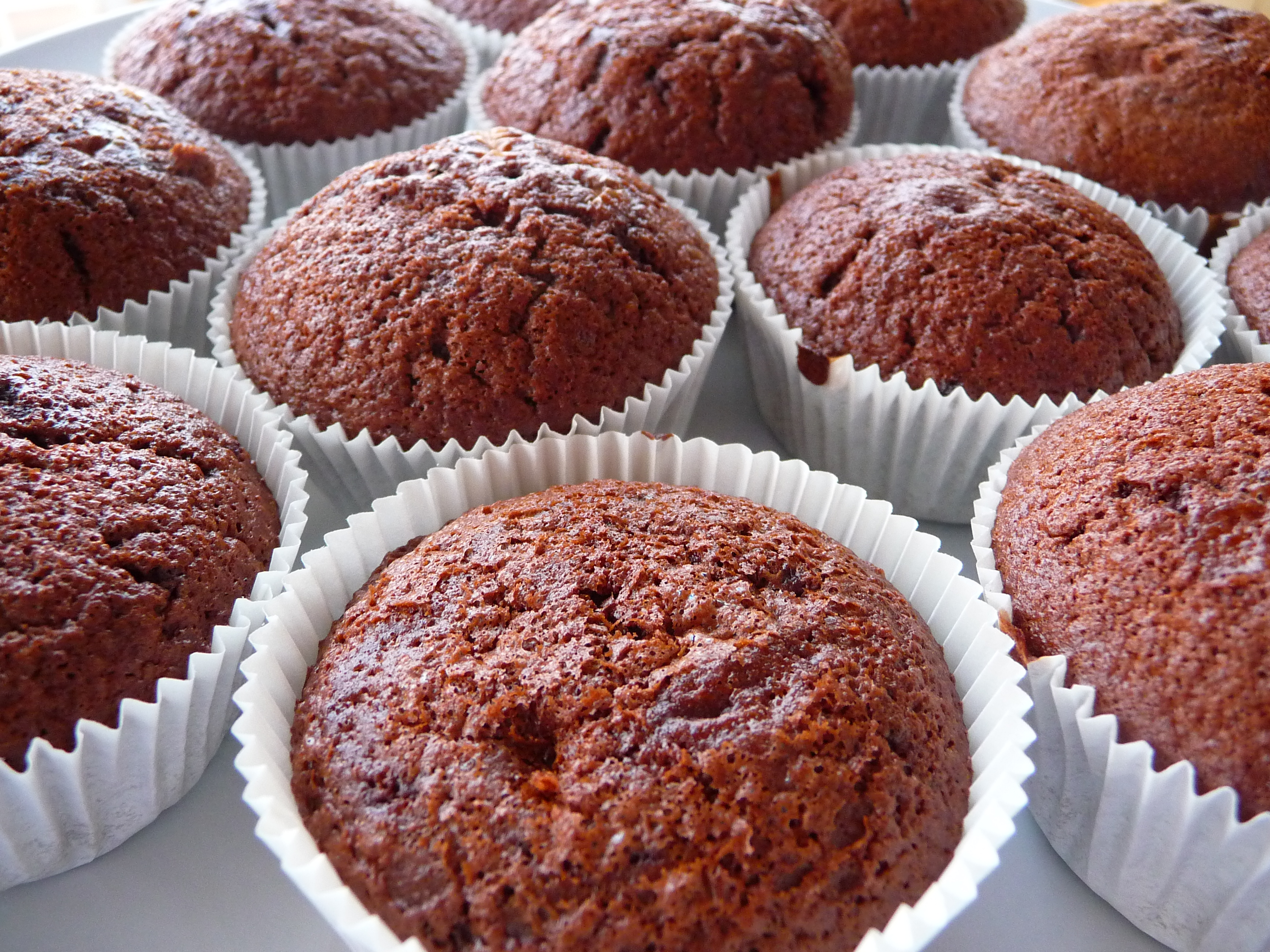
Chokladmuffins.

Muffins är ett portionsbakverk baserade på sockerkakssmet, bakade i muffinsformar. Muffins enligt brittisk terminologi kan även vara tekakor som äts varma med smör.

## Etymologi
Ordet muffins finns belagt från 1913 och kommer från engelskans muffin med okänt ursprung. I svenskan heter muffins likadant i singular och plural, till skillnad från engelskan, och bör enligt Svenska Akademiens ordlista helst ha ändelsen -en i bestämd form.

## Utformning (svensk variant)

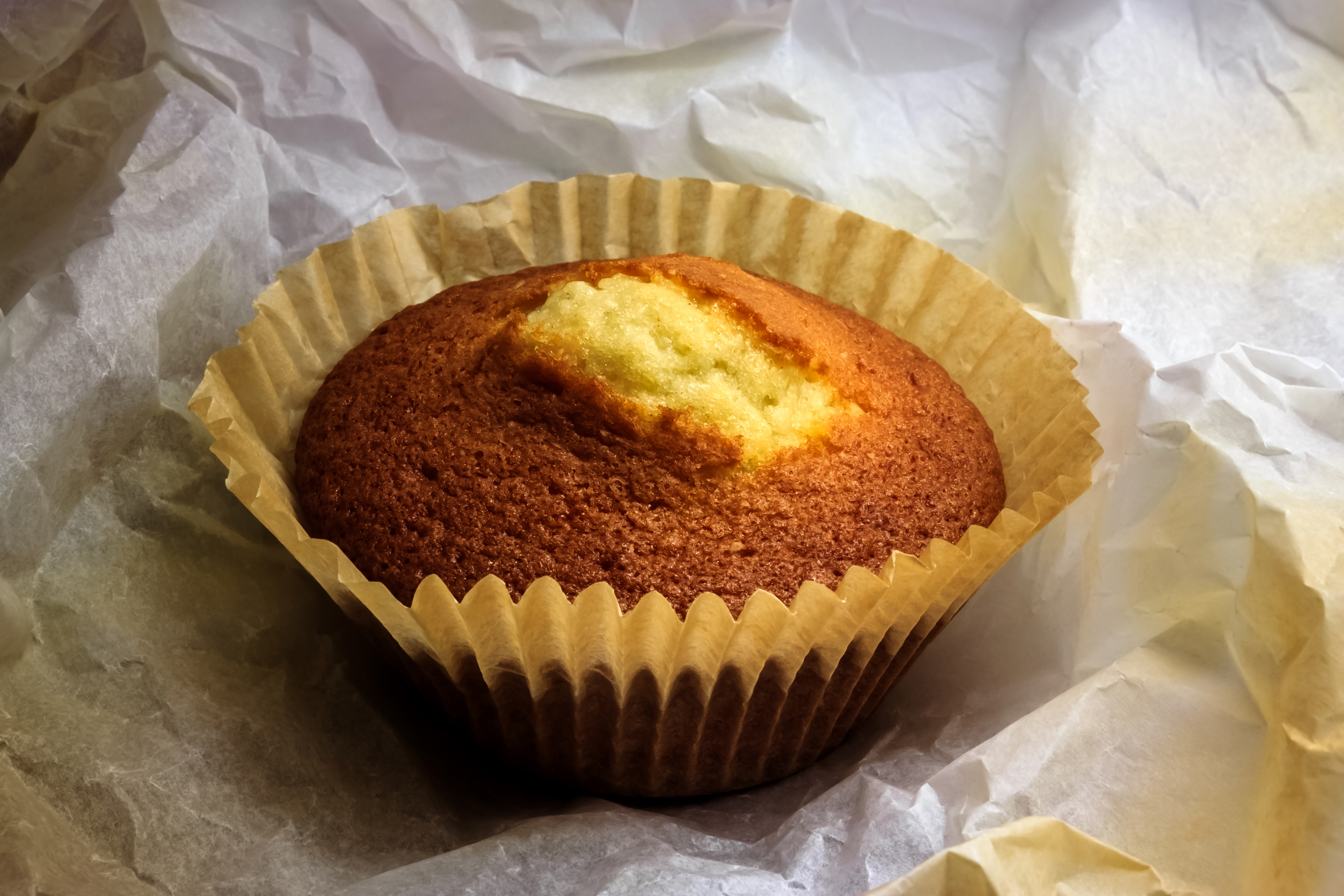
Svensk vaniljmuffin.

Smeten påminner om sockerkakssmet och kan smaksättas på samma sätt. Vaniljsocker, kakao, nötter, citronarom eller blåbär är vanligen förekommande smaksättare. Smeten fördelas i små pappersformar eller i speciella plåtformar med gropar där pappersformarna med smet i ställs ned och gräddas i medelvarm ugn.
Sedan slutet av 1990-talet har muffins i mycket stora storlekar börjat säljas på svenska kaféer, ofta med benämningen "amerikansk muffins".
En mer dekorerad variant av muffins benämns cupcakes.

## Snabba muffins
Snabbmuffins (beskrivs ibland i Storbritannien som "amerikanska muffins") är muffinsformade produkter med en "fuktig, grovkornig" textur som bakas i individuella storlekar. Muffins finns både i osötade versioner, som majsmjöls- och ostmuffins, och i söta versioner, som blåbärssmakade, chokladchokladsmulor, citron- eller banan. Sötade muffins sträcker sig från lätt sötade muffins till produkter som är "rikare på fett och socker än många kakor". De liknar muffins i storlek och tillagningsmetod, den största skillnaden är att muffins i allmänhet är söta desserter som använder flytande kaksmet och ofta är täckta med florsocker (amerikansk glasyr). Fasta livsmedel som bär, chokladspån eller nötter kan ersättas i muffinssmeten.